# 주형환
주형환(周亨煥, 1961년 3월 8일 ~ )은 대한민국의 산업통상자원부 장관을 역임한 정치인이다.

## 생애
1961년 서울 출생이고 덕수상고, 서울대 경영학과를 졸업한 뒤 행시 26회로 공직에 입문했다. 공정거래위원회 전신인 경제기획원 공정거래실에서 공직 생활을 시작했고 이후 재정경제부 경제정책국, 금융정책국에서 거시 경제와 금융 전반을 경험했다. 기획재정부 대외경제국장으로 국제 업무 경험도 쌓았다. 대외경제 현안을 다루는 대외경제장관회의도 주 전 장관이 만들어낸 작품이다. 이후 국가경쟁력강화위원회 추진단장, 기재부 차관보와 청와대 경제금융비서관으로 경제 전반을 다뤘다. 기획재정부 대외경제국장으로서는 성장동력 확보 역할을 수행했고, 양자·다자간 협상전략 등에 참여하였다.
거시경제정책과 금융, 산업, 통상, 에너지, 부동산 등 미시경제정책 기획 조정과 각종 국가비전 수립 등 정책 기획 능력은 타의 추종을 불허한다. 특히 경제기획원과 재정경제부, 산업통상자원부를 두루 거쳐 실물과 금융을 함께 다루어본 몇 안 되는 경제관료로 알려져 있다.
기획력과 추진력을 모두 겸비한 정통 엘리트 경제관료로, 추진력과 함께 창의적인 정책 아이디어가 풍부해 아이디어 뱅크라고 알려져 있다. 선이 굵으면서 한번 맡은 일은 반드시 완수해 내는 실천력을 겸비하고 있다는 평을 받고 있다. '일벌레’라는 평도 듣지만 업무에 있어선 확실한 결과를 낸다는 게 선후배의 평가다.

창의적이고 실용적인 대안제시와 대화와 타협을 통해 다양한 정부부처와 이해관계자 집단의 이해가 걸린 갈등 사안을 조정하는 역량이 탁월하다는 평이 있다. 산업통상자원부 장관 재직시 업계와 수시로 만나 업계의 애로를 잘 경청하고 선제적이고 합리적으로 해소해 주어 업계에서 인기가 많았다.
보수와 진보 정부(노무현 정부 청와대 정책실 행정관 국장) 관계없이 실력으로 인정 받았으며, 조직장악력이 뛰어나 어느 조직에 가든 뚜렷한 성과를 냈다. 그 예로 산업부 장관 재직시 2년간의 수출 마이너스 행진을 끊고 재임중 플러스로 반전시킨 바가 있다.
원칙에 충실하되 사고가 유연하고 개방적이면서 이해관계자 집단에 흔들리지 않고 뚝심이 있다는 평가를 받는다.
통상전문가로 국제감각이 뛰어나고 영어에 능통해 세계은행과 미주개발은행 등 두차례 국제기구에 파견 근무하였으며 해외 인맥이 많고 G-20 무역장관회의와 WTO 장관회의 등 국제회의에서 활약했다. 한국인 최초로 세계경제포럼(World Economic Forum) 4차 산업위원회 집행이사를 역임하고, 2017년 생산의 미래 세션에서 직접 기조 발표를 하고, 제47차 세계경제포럼(WEFㆍ다보스포럼)에서 자유무역과 4차 산업혁명 대응과 관련된 논의에 적극 참여했다.
이사회에서 지정토론자로 나선 주 전 장관은“4차 산업혁명의 기술들을 전 산업, 특히 제조업 전반으로 확산해 생산성 혁신을 이끌어내야 한다”며 “이를 위해서는 규제와 4차 산업혁명으로 인한 ‘일자리 대체(job displacement)’ 문제 등 제약 요인을 극복해야 한다”고 밝혔다.
공인회계사이고 일리노이대학 대학 박사과정 재학시 Best Teaching Award를 받았다.

## 학력
- 덕수상업고등학교
- 서울대학교 경영학 학사
- 서울대학교 대학원 경영학 석사
- 일리노이 대학교 대학원 경영학 석사·박사

## 경력
- 1982년 제26회 행정고시 합격
- 1996년 8월 재정경제원 총무과
- 1997년 5월 국제부흥개발은행 IBRD
- 1999년 11월 재정경제부 경제정책국 조정2과 과장
- 2000년 9월 재정경제부 장관비서관
- 2001년 5월 재정경제부 금융정책국 은행제도과 과장
- 2008년 5월 미래기획위원회 단장
- 2009년 9월 ~ 2009년 9월 기획재정부 정책조정국 성장기반정책관
- 2009년 9월 ~ 2011년 4월 기획재정부 대외경제국 국장
- 2011년 4월 국가경쟁력강화위원회 추진단장
- 2011년 8월 ~ 2012년 1월 녹색성장위원회 기획단장
- 2012년 1월 ~ 2013년 2월 기획재정부 차관보
- 2013년 3월 ~ 2014년 7월 대통령비서실 경제수석실 경제금융비서관
- 2014년 7월 ~ 2016년 1월 기획재정부 제1차관
- 2016년 1월 ~ 2017년 7월 산업통상자원부 장관
- 2017년 1월 ~ 재단법인 한미동맹재단 고문
- 2017년 ~ 2018년 서울대 경영대학 초빙교수
- 2017년 ~ 2020년 미 하와이대학교 교수
- 2020년 연세대 국제학대학원 객원교수
- 서울대학교 총동창회 부회장
- 서울대학교 총동창회 자문위원
- 까스텔바작 고문
- 2021년 3월 ~ 2024년 4월 호텔신라 사외이사
  - 호텔신라 감사위원회 위원
  - 호텔신라 사외이사후보 추천위원회 위원
  - 호텔신라 보상위원회 위원장
  - 호텔신라 감사위원회 위원
  - 호텔신라 ESG위원회 위원
  - 호텔신라 사외이사후보 추천위원회 위원장
- 2021년 3월 ~ 2024년 4월 현대미포조선 사외이사
  - 현대미포조선 사외이사후보 추천위원회 위원장
  - 현대미포조선 감사위원회 위원
  - 현대미포조선 내부거래위원회 위원
  - 현대미포조선 ESG위원회 위원
  - 현대미포조선 ESG위원회 위원
- 2021년 9월 ~ 동아시아경제연구원 이사
- 2024년 2월 ~ 대통령직속 저출산고령사회위원회 부위원장